# Бралевниця
Бралевниця (пол. Bralewnica) — село в Польщі, у гміні Кенсово Тухольського повіту Куявсько-Поморського воєводства.